# Doville
Doville ist eine Gemeinde im französischen Département Manche in der Normandie. Sie gehört zum Kanton Créances und zum Arrondissement Coutances. Sie grenzt im Nordwesten an Catteville, im Nordosten an Saint-Sauveur-le-Vicomte, im Osten an Varenguebec, im Südosten an La Haye, im Südwesten an Saint-Nicolas-de-Pierrepont und im Westen an Saint-Sauveur-de-Pierrepont.

## Geographie
Doville ist ein Dorf auf Cotentin, das sich auf halbem Weg zwischen Saint-Sauveur-le-Vicomte und La Haye-du-Puits befindet und Teil des Kantons La Haye-du-Puits ist. Das nationale Naturschutzgebiet Marais de la Sangsurière et de l'Adriennerie liegt im Norden des Gemeindegebiets. Das Dorf Doville liegt auf einer Höhe von 129 Metern.

## Bevölkerungsentwicklung
| Jahr      | 1962 | 1968 | 1975 | 1982 | 1990 | 1999 | 2008 | 2018 |
| --------- | ---- | ---- | ---- | ---- | ---- | ---- | ---- | ---- |
| Einwohner | 271  | 270  | 266  | 247  | 253  | 256  | 290  | 324  |

## Sehenswürdigkeiten
- Kirche Saint-Martin
- Kapelle Notre-Dame
- Ruinen eines Wachhauses, Monument historique seit 1992

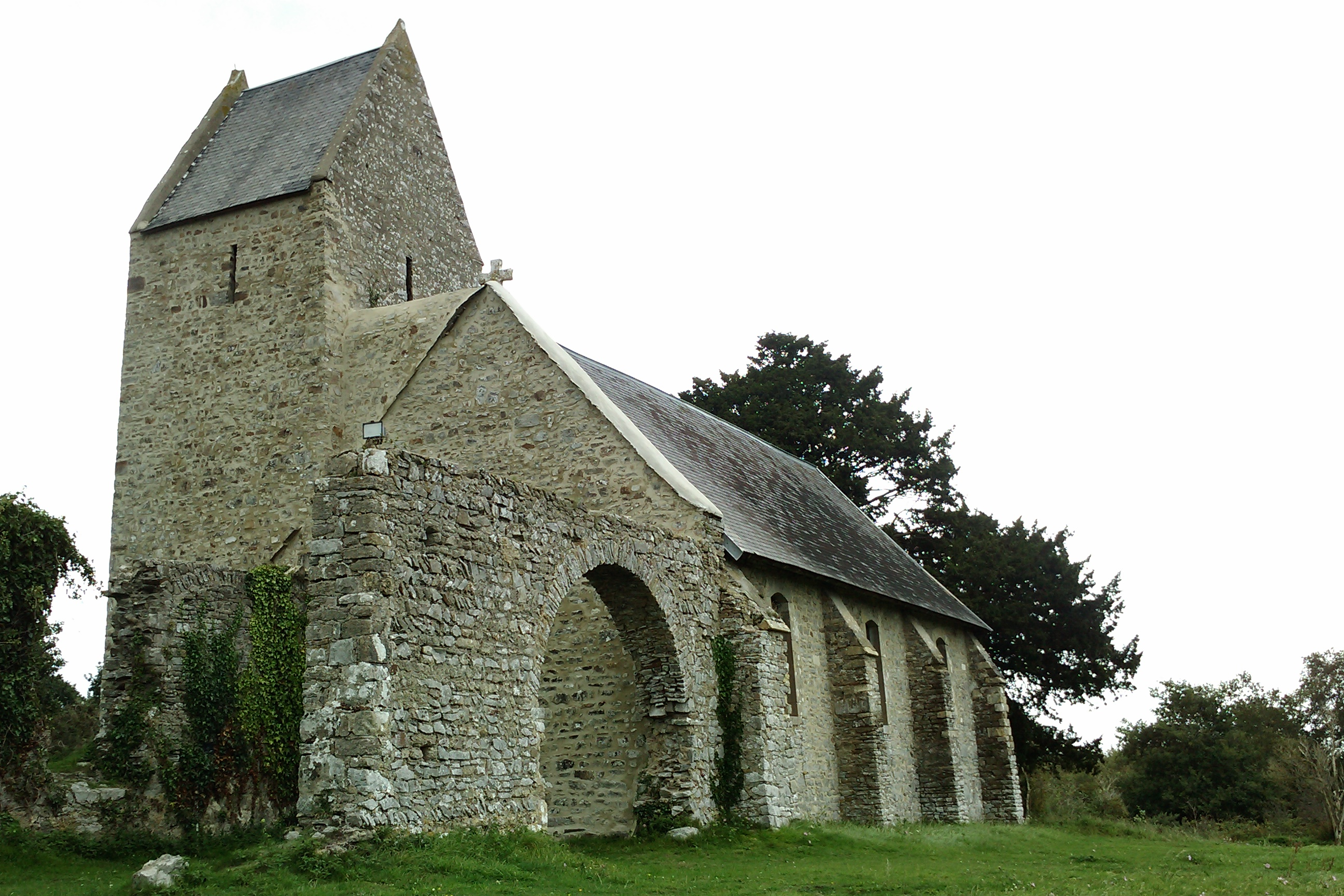
Kapelle Notre-Dame
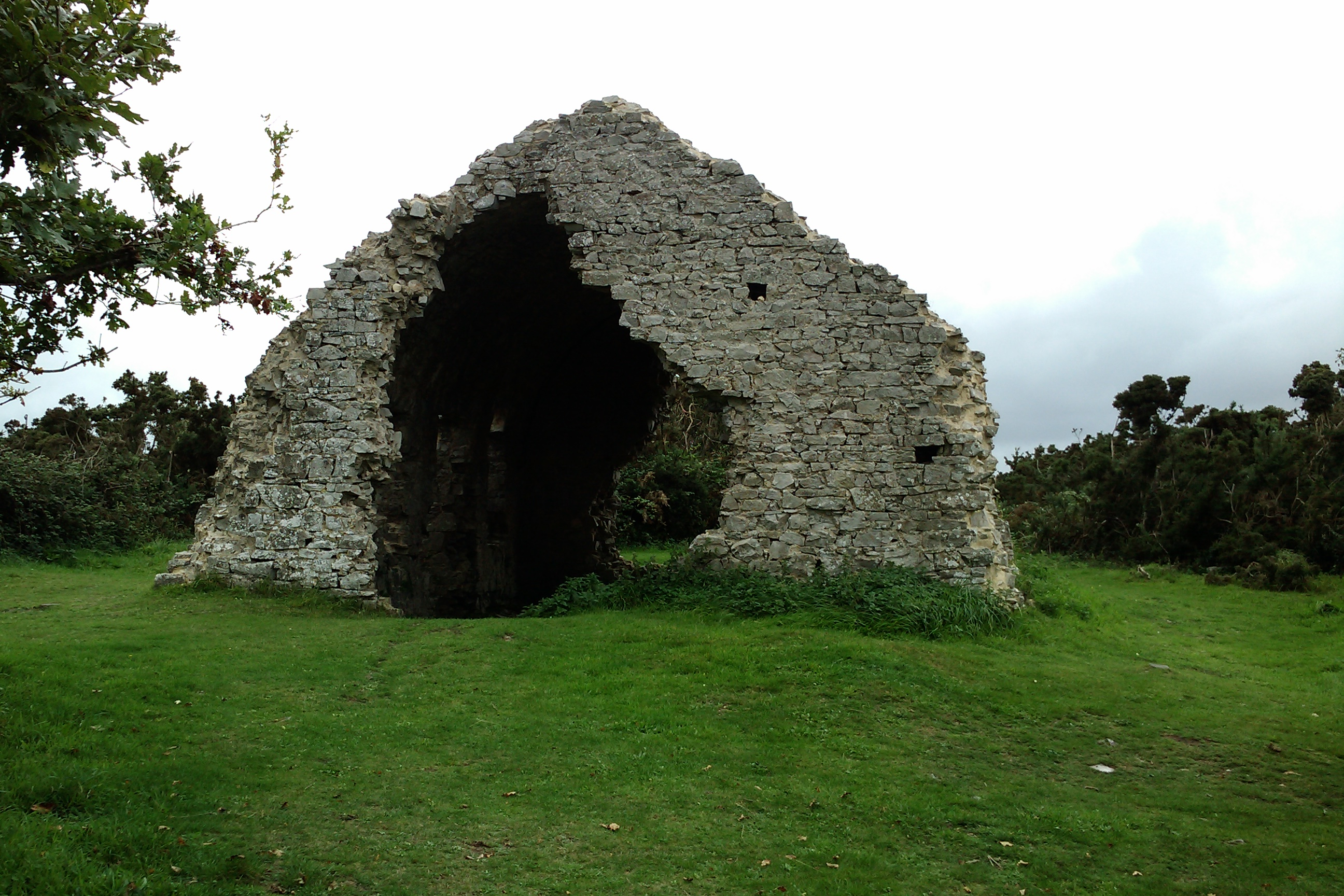
Ruinen eines Wachhauses
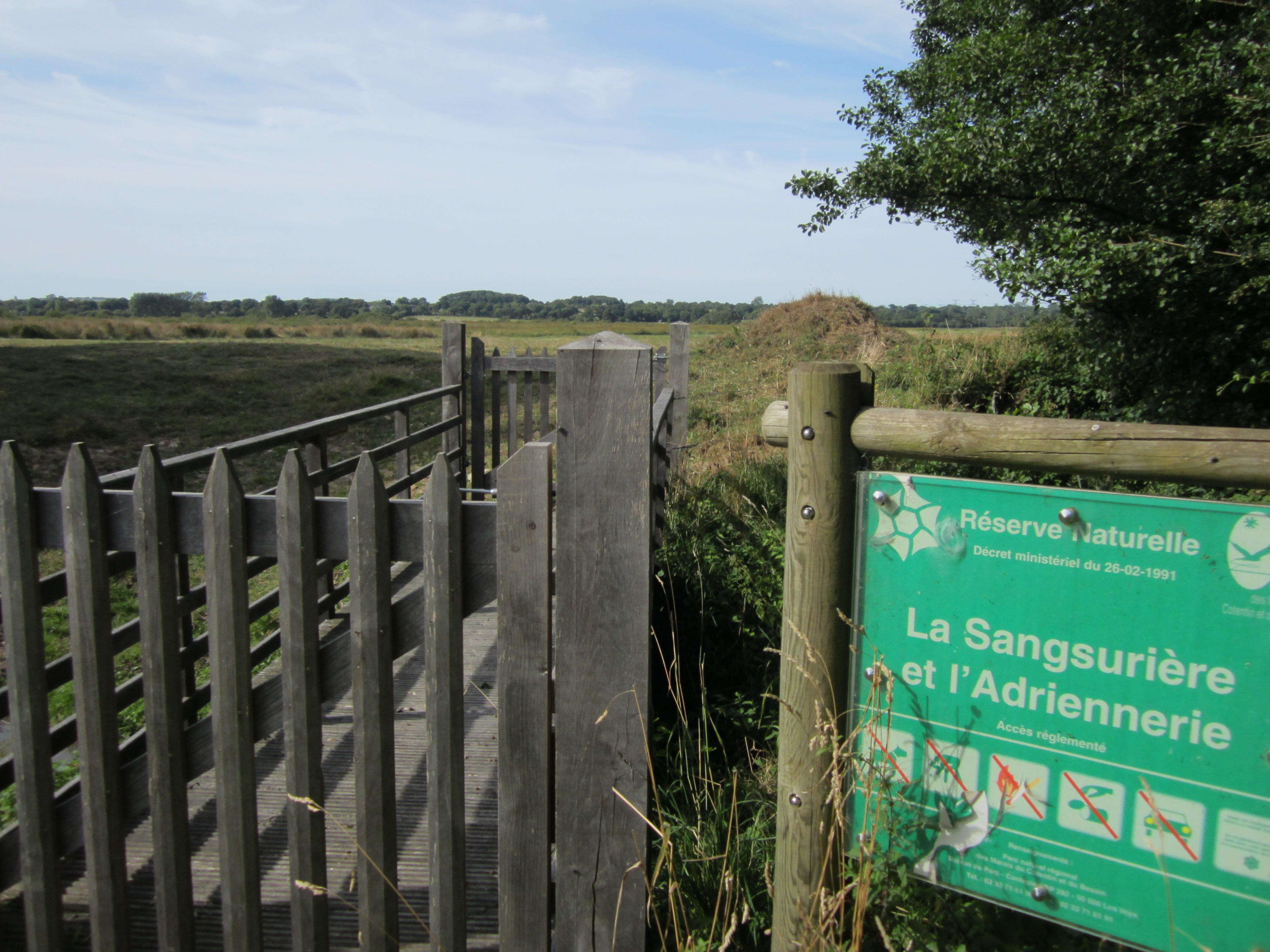
Naturpark bei Doville
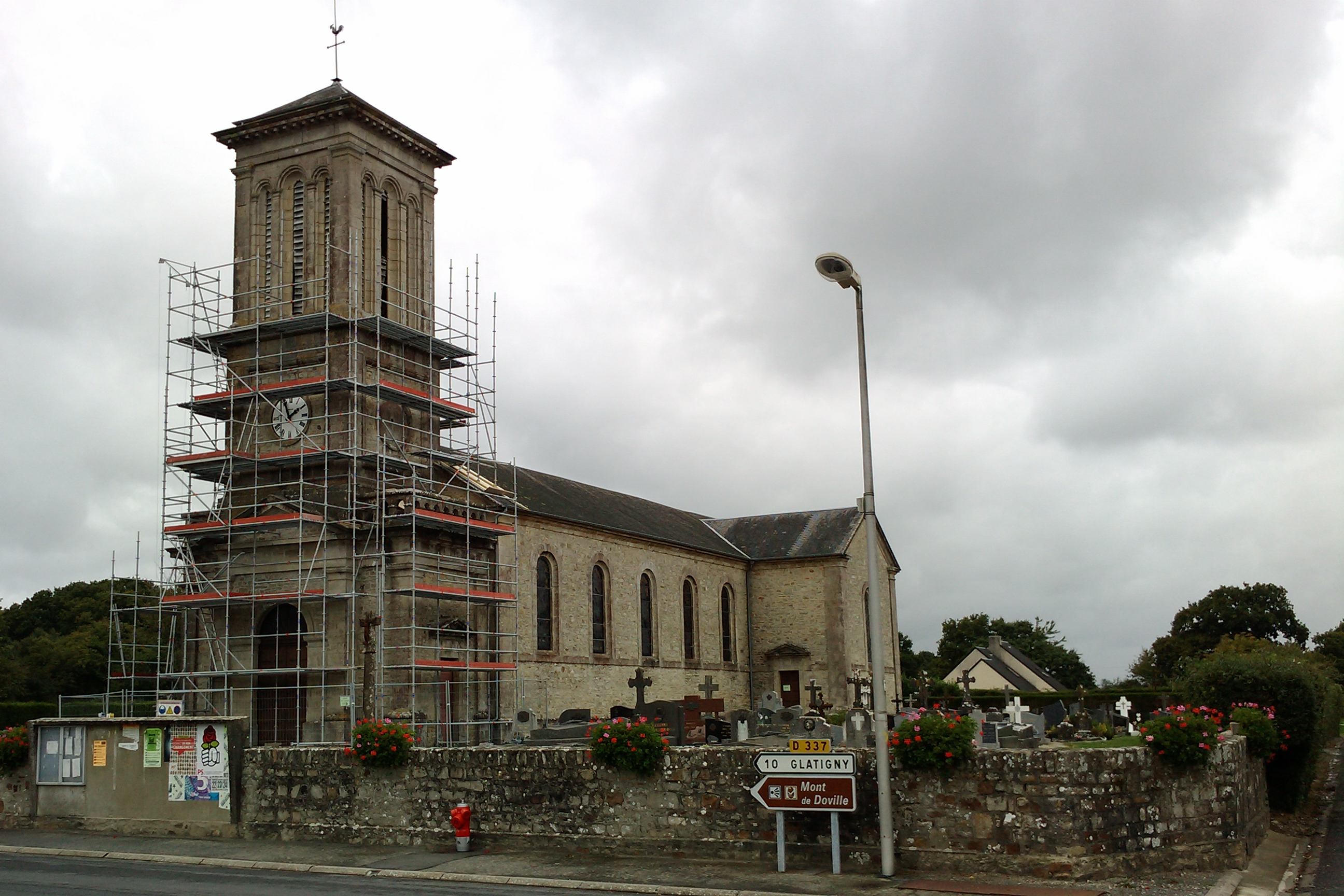
Kirche Saint-Martin
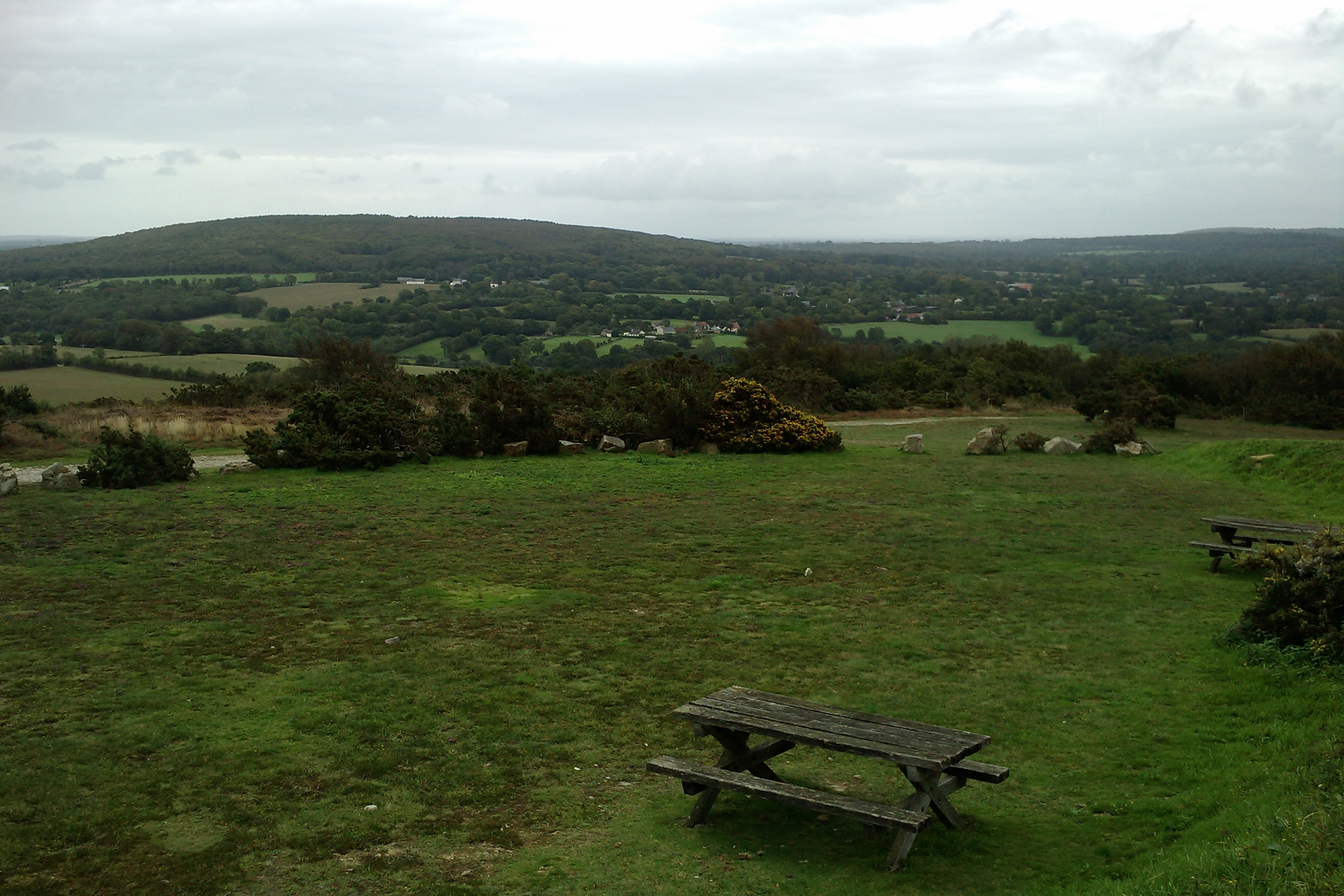
Blick zum Mont Doville im Norden der Gemeindegemarkung